# لوکاوتس (ناحیه پلهریموف)
لوکاوتس (به چکی: Lukavec) یک منطقهٔ مسکونی در جمهوری چک است که در ناحیه پلهریموو واقع شده است. لوکاوتس ۲۱٫۴۹ کیلومتر مربع مساحت و ۱٬۰۱۸ نفر جمعیت دارد و ۵۷۹ متر بالاتر از سطح دریا واقع شده است.